# Alfred Bickel
Alfred Bickel, vagy Fredy Bickel (Eppstein, Német Birodalom, 1918. május 12. — 1999. augusztus 18.) német származású svájci labdarúgócsatár, edző.